# Флорштат
Флорштат (њем. Florstadt) град је у њемачкој савезној држави Хесен. Једно је од 25 општинских средишта округа Ветерау. Према процјени из 2010. у граду је живјело 8.708 становника. Посједује регионалну шифру (AGS) 6440007.

## Географски и демографски подаци
Флорштат се налази у савезној држави Хесен у округу Ветерау. Град се налази на надморској висини од 156 метара. Површина општине износи 39,6 km². У самом граду је, према процјени из 2010. године, живјело 8.708 становника. Просјечна густина становништва износи 220 становника/km².

## Међународна сарадња
| Мјесто | Држава    | Врста сарадње | Од    |
| ------ | --------- | ------------- | ----- |
|        | Пољска    | партнерство   | 2003. |
| Јабек  | Холандија | пријатељство  | 1980. |
| Стаден | Белгија   | партнерство   | 2004. |
| Извор  |           |               |       |